# Noriegavis santacrucencis
Noriegavis santacrucencis — викопний вид птахів родини каріамових (Cariamidae).

## Історія відкриття
Викопні рештки птаха знайдені у відкладеннях формації Санта-Крус в провінції Санта-Крус на півдні Аргентини. Було виявлено фрагменти черепа та два дистальних кінця тибіотарсуса. На основі решток у 2009 році аргентинські палеонтологи Хорхе Ігнасіо Норіега, Серхіо Фабіян Віскаїно та Марія Сусана Барго описали новий вид Cariama santacrucencis. Цього ж року інший палеонтолог Федеріко Агнолін переописав вид, віднісши його до новоствореного роду Noriegavis, який назвав на честь автора описання виду Хорхе Норіеги.